# Балчик (вестник)
Балчик е български седмичник, издаван от община Балчик.
Вестникът е създаден през 1959 г. под името „Устрем“. Негов създател е Вирджиния Кирчева. През 1990 г. Георги Мирчев избира настоящото му име. Главен редактор на вестника е Албена Иванова. През януари 2019 г. изданието отбелязва 50 години от създаването и 20 години от преименуването си.